# エレファントカシマシ ベスト
『エレファントカシマシ ベスト』（THE ELEPHANT KASHIMASHI BEST）は、エレファントカシマシの初のベスト・アルバム。1997年12月1日にEpic/Sony Recordsから発売。

## 概要
ポニーキャニオン移籍後に前所属のEpic/Sony Recordsからリリースされた初のベスト。
全14曲中、シングル曲は2曲にとどまり、1stから4曲、2ndから2曲、3rdから1曲、4thから1曲、6thから2曲、7thから3曲、C/Wから1曲が選曲され5th『エレファントカシマシ5』のみ一曲も選曲されていない。

## 収録曲
1. ファイティングマン (3:43)
「THE ELEPHANT KASHIMASHI」収録
2. デーデ  (2:30)
1stシングル
「THE ELEPHANT KASHIMASHI」収録
3. 星の砂 (4:19)
「THE ELEPHANT KASHIMASHI」収録
4. やさしさ (6:18)
「THE ELEPHANT KASHIMASHI」収録
5. ポリスター (3:43)
1stシングル「デーデ」C/W収録
アルバム初収録・初CD化曲
6. 優しい川 (4:41)
「THE ELEPHANT KASHIMASHI II」収録
7. サラリサラサラリ (2:51)
「THE ELEPHANT KASHIMASHI II」収録
8. 珍奇男 (7:14)
「浮世の夢」収録
9. too fine life (4:28)
「生活」収録
10. 奴隷天国 (4:22)
7thシングル
「奴隷天国」収録
11. いつものとおり (5:05)
「奴隷天国」収録
12. もしも願いが叶うなら (3:53)
「東京の空」収録
13. 誰かのささやき (3:55)
「東京の空」収録
14. 星の降るような夜に (3:10)
「東京の空」収録
シングル「極楽大将生活賛歌」のC/Wバージョンはアルバム初収録

## 演奏
- 宮本浩次：Vocal, Backing Vocal, Electric Guitar, Acoustic, Guitar
- 石森敏之：Electric Guitar
- 高緑成治：Bass Guitar
- 冨永義之：Drums